# Bahnstrecke Bad Kötzting–Lam
| Streckennummer (DB): | 9580                 |                                                                      |                                                                      |
| Kursbuchstrecke (DB): | 877                  |                                                                      |                                                                      |
| Kursbuchstrecke: | 423g (1946)          |                                                                      |                                                                      |
| Streckenlänge: | 17,9 km              |                                                                      |                                                                      |
| Spurweite: | 1435 mm (Normalspur) |                                                                      |                                                                      |
| Streckenklasse: | C2                   |                                                                      |                                                                      |
| Minimaler Radius: | 180 m                |                                                                      |                                                                      |
| Streckengeschwindigkeit: | 80 km/h              |                                                                      |                                                                      |
| |                      |                                                                      |                                                                      |
| \| \| \| von Cham \| \| \| \| 0,0 \| Bad Kötzting \| Bad Kötzting \| \| \| \| \| \| \| \| \| Infrastrukturbetreibergrenze DB InfraGO AG / Die Länderbahn GmbH DLB \| \| \| \| \| \| \| \| \| \| Weißer Regen \| \| \| \| 1,0 \| Zellertal \| Zellertal \| \| \| 4,6 \| Grafenwiesen \| Grafenwiesen \| \| \| 5,2 \| Allemann \| Allemann \| \| \| 6,4 \| Watzelsteg \| Watzelsteg \| \| \| 8,3 \| Hohenwarth Campingplatz (seit 2000) \| Hohenwarth Campingplatz (seit 2000) \| \| \| 9,6 \| Hohenwarth \| Hohenwarth \| \| \| 14,2 \| Arrach \| Arrach \| \| \| 16,1 \| Frahelsbruck \| Frahelsbruck \| \| \| 17,7 \| Lam \| 522 m \| |                      |                                                                      |                                                                      |
| Strecke |                      | von Cham                                                             | von Cham                                                             |
| Bahnhof | 0,0                  | Bad Kötzting                                                         | Bad Kötzting                                                         |
| |                      |                                                                      |                                                                      |
| Wechsel des Eisenbahninfrastrukturunternehmens |                      | Infrastrukturbetreibergrenze DB InfraGO AG / Die Länderbahn GmbH DLB | Infrastrukturbetreibergrenze DB InfraGO AG / Die Länderbahn GmbH DLB |
| |                      |                                                                      |                                                                      |
| Brücke über Wasserlauf |                      | Weißer Regen                                                         | Weißer Regen                                                         |
| Haltepunkt / Haltestelle | 1,0                  | Zellertal                                                            | Zellertal                                                            |
| Haltepunkt / Haltestelle | 4,6                  | Grafenwiesen                                                         | Grafenwiesen                                                         |
| ehemaliger Haltepunkt / Haltestelle | 5,2                  | Allemann                                                             | Allemann                                                             |
| Haltepunkt / Haltestelle | 6,4                  | Watzelsteg                                                           | Watzelsteg                                                           |
| Haltepunkt / Haltestelle | 8,3                  | Hohenwarth Campingplatz (seit 2000)                                  | Hohenwarth Campingplatz (seit 2000)                                  |
| Haltepunkt / Haltestelle | 9,6                  | Hohenwarth                                                           | Hohenwarth                                                           |
| Haltepunkt / Haltestelle | 14,2                 | Arrach                                                               | Arrach                                                               |
| Haltepunkt / Haltestelle | 16,1                 | Frahelsbruck                                                         | Frahelsbruck                                                         |
| Kopfbahnhof Streckenende | 17,7                 | Lam                                                                  | 522 m                                                                |

Die Bahnstrecke Bad Kötzting–Lam ist eine Nebenbahn in Bayern, die ursprünglich durch die private Aktiengesellschaft Localbahn Lam–Kötzting (L.L.K.) erbaut und betrieben wurde. Sie schließt in Bad Kötzting an die Bahnstrecke Cham–Bad Kötzting an und führt im Böhmerwald im Tal des Weißen Regens nach Lam.

## Geschichte

Aktie über 50 DM der AG Lokalbahn Lam-Kötzting vom April 1953

Die Aktiengesellschaft Localbahn Lam–Kötzting wurde am 22. August 1891 von privaten Kapitalgebern gegründet, um die damals geplante staatliche Bahnstrecke Cham–Bad Kötzting um 18 Kilometer bis Lam zu erweitern. Die für den Bau und Betrieb erforderliche Konzession erhielt die L.L.K. am 24. August 1891.
Am Tag der Eröffnung der Strecke Cham–Kötzting am 16. Juli 1892 fand allerdings auf dem folgenden 1,1 km langen Abschnitt zwischen Kötzting und Zellertal noch kein Zugverkehr statt. Zwar war hier schon die Brücke über den Weißen Regen fertiggestellt worden, aber es fehlte ein Grundstück zwischen dem Bahnhof Kötzting und dem Fluss. Daher eröffnete die Gesellschaft am 16. Juli 1892 einen Inselbetrieb zwischen Lam und Zellertal. Am 4. Juli 1893 übernahmen die Königlich Bayerischen Staats-Eisenbahnen die Betriebsführung für die L.L.K. Nach der Enteignung des Grundstücks konnte der Gesamtbetrieb zwischen Kötzting und Lam am 1. August 1893 eröffnet werden.

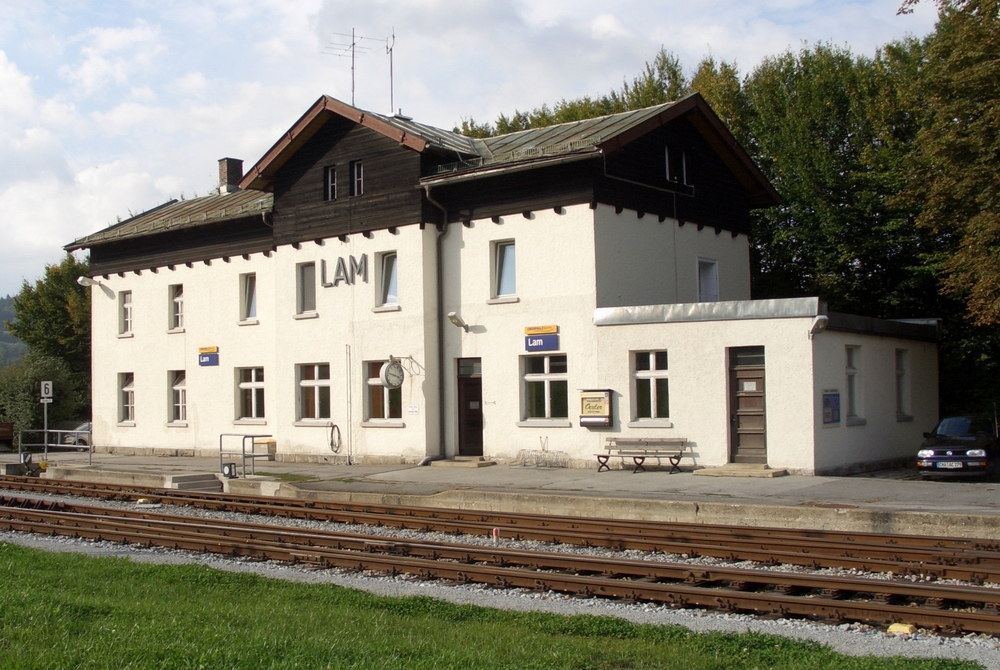
Der Bahnhof Lam war bis 1973 Sitz der L.L.K. (2006)

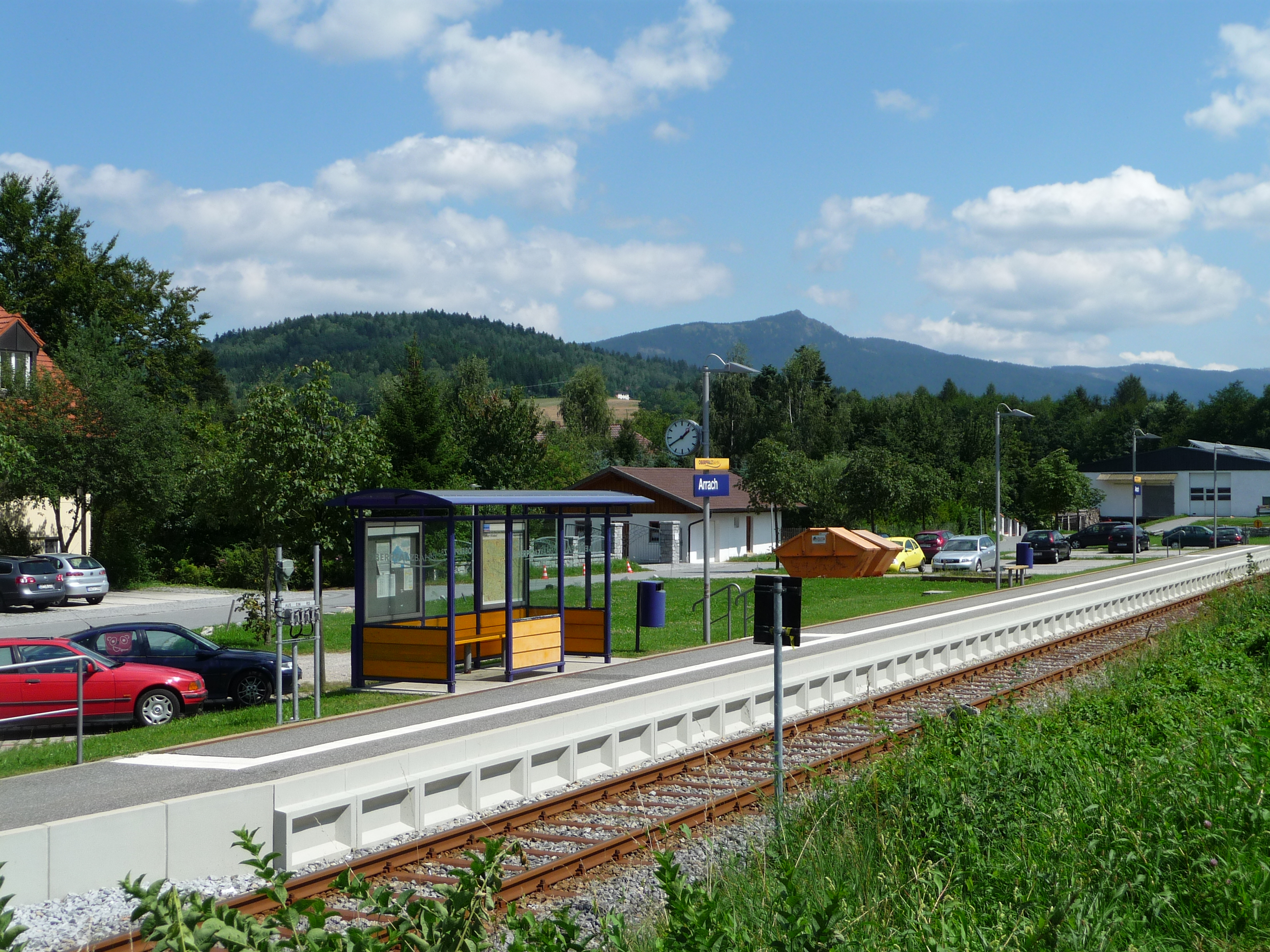
Haltepunkt Arrach (2009)

Von Anfang an waren durchgehende Züge von Cham bis Lam vorgesehen. Zeitweise überließ daher die Aktiengesellschaft auch die Betriebsführung auf ihrem Streckenteil der Bayerischen Staatsbahn (4. Juli 1893 bis 30. September 1897 und 1. Oktober 1901 bis 30. April 1912). Die vor allem im Winter ungünstigen Witterungseinflüsse, die sparsame Bauweise, besonders aber die schwierigen wirtschaftlichen Verhältnisse in den Jahrzehnten nach dem Ersten Weltkrieg und dann vor allem im Zuge der Motorisierung nach dem Zweiten Weltkrieg ließen trotz Einführung von Triebwagen- und Kraftomnibusfahrten keine zufriedenstellende Entwicklung des Verkehrsaufkommens zu. Andererseits blieb diese Verkehrsader für die Grenzregion unverzichtbar.
Ab 1. Januar 1967 übernahm die landeseigene Regentalbahn AG mit Sitz in Viechtach die Betriebsführung für Rechnung der L.L.K.
Zum 1. Januar 1973 wurde die Lokalbahngesellschaft aufgelöst. Das bewegliche und unbewegliche Vermögen wurde an die Regentalbahn übertragen.
2001 wurde die Strecke in das Geltungsgebiet des Bayerwald-Tickets aufgenommen.

## Fahrzeugeinsatz
| Lokomotive        | Bauart           | Hersteller                           | bei LLK seit     | Verbleib          |
| Dampflokomotiven  | Dampflokomotiven | Dampflokomotiven                     | Dampflokomotiven | Dampflokomotiven  |
| ----------------- | ---------------- | ------------------------------------ | ---------------- | ----------------- |
| ARBER             | C n2t            | Krauss 1892/2637                     | 1892             | verk. 1901        |
| OSSER             | C h2t            | Krauss 1892/2638                     | 1892             | verk. 1923        |
| ARBER II          | C n2t            | Henschel 1912/11355                  | 1912             | verk. 1937        |
| OSSER II          | C n2t            | Maffei 1922/5478                     | 1923             | verk. 1966        |
| SCHWARZECK        | D n2t            | Maffei 1928/4321                     | 1928             | verk. 1965        |
| HERMAN WILLMANN   | C1’ n2t          | Maffei 1903/2299                     | 1950             | 1961 ausgemustert |
| Diesellokomotiven |                  |                                      |                  |                   |
| L 01              | B                | KHD 1965/57830                       | 1965             | an RAG            |
| L 02              | B                | KHD 1965/57831                       | 1965             | an RAG            |
| Triebwagen        |                  |                                      |                  |                   |
| 01                | A1               | MAN 1935/127357                      | 1935             | 1967 ausgemustert |
| 02                | A1               | MAN 1939/128175                      | 1939             | an RAG            |
| 03                | A1               | Linke-Hofmann-Busch 1937/5           | 1960             | an RAG            |
| 04=05II           | A1               | LHB 1937/14                          | 1961             | 1967 ausgemustert |
| 05=04II           | A1               | LHB 1937/3                           | 1962             | an RAG            |
| 06                | A1               | LHB 1937/16                          | 1963             | 1966 ausgemustert |
| 05III             | B’2              | Maschinenfabrik Esslingen 1952/23437 | 1969             | an RAG            |
| 06II              | B’2              | ME 1952/23438                        | 1973             | an RAG            |

Vor dem Zweiten Weltkrieg erwarb die L.L.K ihre ersten beiden Triebwagen. Es waren fabrikneue zweiachsige MAN-Fahrzeuge, von denen ein Triebwagen 1973 noch an die Regentalbahn (RAG) überging. Nach dem Zweiten Weltkrieg wurden von der DB eine Anzahl dort ausgemusterte ebenfalls zweiachsige Triebwagen der Baureihe VT 70.9 und Beiwagen VB 140.2 erworben, von denen einzelne für den Eigenbetrieb umgebaut wurden, andere dienten als Ersatzteilspender. Diese Fahrzeuge gingen an die RAG über.
Für den Personenverkehr standen ab Betriebseröffnung bis zum Erwerb der ersten Triebwagen nur drei Personenwagen zur Verfügung. Für den Güterverkehr standen anfangs vier Wagen zur Verfügung. 1913, 1921 und 1924 wurden weitere Wagen erworben.